# Dicaelotus inflexus
Dicaelotus inflexus là một loài tò vò trong họ Ichneumonidae.